# 1841 ve fotografii

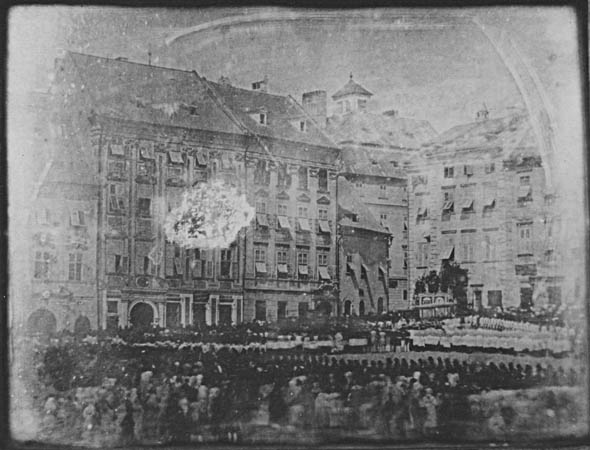
Bedřich Franz: Slavnost Božího těla na Zelném trhu v Brně, 10. června 1841, první snímek události v českých zemích a jeden z nejstarších svého druhu na světě, originál daguerrotypie je uložen v Muzeu města Brna

Tento článek obsahuje významné fotografické události v roce 1841.

## Události
- 10. června – Bedřich Franz pořídil první českou reportážní daguerrotypii Slavnosti Božího těla na Zelném trhu v Brně.[2]
- Talbot si nechal patentovat metodu kalotypie.[3]
- Byl otevřen první evropský portrétní ateliér v Londýně; majitelem byl Richard Beard (1801–1885).[4]
- Noël Marie Paymal Lerebours vystavil v Paříži 1500 portrétů v prvním komerčním ateliéru Francie.

## Narození v roce 1841
- 1. ledna – Alwina Gossauerová, švýcarská fotografka († 1. ledna 1926)
- 16. ledna – Gabriel de Rumine, švýcarský fotograf († 18. června 1871)
- 7. února – Anna Fiedlerová, česká fotografka, majitelka významného pražského ateliéru v období 1870–1890 a průkopnice portrétní fotografie v Praze († 13. května 1919)
- 11. února – Adolfo Farsari, italský fotograf († 7. února 1898)
- 12. března – Gaudenzio Marconi, švýcarský fotograf aktů a malíř italského původu († asi 1885)
- 12. března – Franz Benque, německý fotograf působící v Brazílii († 30. března 1921)
- 24. května – Claude-Joseph Portier, francouzský fotograf († 9. května 1910)
- 25. května – Hippolyte Délié, francouzský fotograf a orientalista († 11. února 1899)
- 30. května – Karel Klíč, malíř a fotograf († 16. listopadu 1926)
- 2. června – Jan Tomáš, fotograf († 7. září 1912)
- 30. června – Albert Fernique, francouzský fotograf († 1898)
- 21. července – Edmund Behles, italský fotograf († 23. listopadu 1924)
- 27. července – Axel Lindahl, švédský fotograf († 11. prosince 1906)
- 12. srpna – Leon Van Loo, belgický fotograf († 10. ledna 1907)
- 14. srpna – Emil Hohlenberg, dánský důstojník a dvorní portrétní fotograf († 26. června 1901)
- 26. září – Eugène Pirou, francouzský fotograf a režisér († 30. září 1909)
- 6. října – Caroline von Knorring, švédská fotografka († 4. srpna 1925)
- 5. listopadu – Louise Abel, norská fotografka narozená v Německu († 2. května 1907)
- 27. listopadu – Kimbei Kusakabe, japonský fotograf († 19. dubna 1934)
- 6. prosince – Aimé Dupont, americký sochař a fotograf belgického původu († 16. února 1900)
- 18. prosince – Francesco Negri, italský fotograf (* 21. prosince 1924)
- ? – William Willis, britský fotograf, vynálezce († 1923)
- ? – Alfred Hugh Harman, anglický fotograf († 23. května 1913)
- ? – Thomas Child, anglický fotograf a inženýr známý jako průkopník fotografie v Číně († 1898)
- ? – Josephine Grundsethová, norská portrétní fotografka, provozovala ateliér v Lillehammeru (9. června 1841 – 30. října 1918)